# Timofei Fjodorowitsch Gorbatschow
Timofei Fjodorowitsch Gorbatschow (russisch Тимофей Фёдорович Горбачёв; * 23. Junijul. / 6. Juli 1900greg. im Dorf Troizkoje, Rajon Schazk; † 20. Dezember 1973 in Nowosibirsk) war ein russischer Bergbauingenieur und Hochschullehrer.

## Leben
Bald nach Gorbatschows Geburt zog die Familie nach Tschita um, wo er dann die Realschule besuchte. Nach der Oktoberrevolution arbeitete er im Hafen von Ajan am Ochotskischen Meer bei den Vermessungsarbeiten für die Verbindung nach Nelkan mit. In der Roten Armee kämpfte er im Russischen Bürgerkrieg an den Fronten in Transbaikalien, im Rajon Irkutsk und in den Operationen zur Vernichtung der weißgardistischen Expedition General Anatoli Nikolajewitsch Pepeljajews in Jakutien. 1923 wurde Gorbatschow demobilisiert.
Gorbatschow studierte an der Bergbau-Fakultät des Tomsker Technologischen Instituts (TTI) mit Abschluss 1928. Ab 1929 arbeitete er in der Kohleindustrie. Er leitete Bergarbeiten und war Chefingenieur in Projekten. 1931–1932 war er Assistent am Lehrstuhl seines Lehrers Dmitri Alexandrowitsch Strelnikow am TTI. 1936 wurde er Direktor des Kusnezker Kohleforschungsinstituts und 1937 Chef der Technik-Abteilung des Kombinats Kusbassugol.
Im Deutsch-Sowjetischen Krieg arbeitete Gorbatschow ab 1942 als Chefingenieur in Kohletrusts. 1942 wurde er Mitglied der KPdSU. 1946 wurde er Chefingenieur des Kusbassugol. Er entwickelte neue Kohleabbautechniken und führte sie ein. Er modernisierte Bergwerke und baute neue. Zusammen mit anderen entwickelte er den mechanisierten Grubenausbau. 1944 verteidigte er seine Kandidat-Dissertation.
1950 wurde Gorbatschow erster Rektor des Kemerowoer Bergbauinstituts und leitete dort einen Lehrstuhl. 1951 wurde er zum Professor ernannt. 1954 wurde er Vorsitzender der westsibirischen Filiale der Akademie der Wissenschaften der UdSSR (AN-SSSR, ab 1991 Russische Akademie der Wissenschaften (RAN)) in Nowosibirsk. 1958 wurde er zum Korrespondierenden Mitglied der AN-SSSR und Vizevorsitzenden der neuen Sibirischen Abteilung (SO) der AN-SSSR gewählt. Im selben Jahr gründete er und leitete dann das Laboratorium für Gebirgsdruck des Instituts für Bergbauangelegenheiten, d. h. Bergwissenschaften, (IGD) der SO der AN-SSSR in Nowosibirsk. Er wurde 1960 Vorsitzender des wissenschaftlichen Rats für Gebirgsmechanik und -druck in der SO der AN-SSSR. Er präsentierte Berichte auf internationalen Konferenzen in England, Frankreich, Belgien und der DDR. Er wurde zu längeren Aufenthalten in Polen und Rumänien im Rahmen von Entwicklungshilfeaktionen abgeordnet.
Zwei von Gorbatschows drei Söhnen wurden Montanwissenschaftler.

## Ehrungen
- Ehrenzeichen der Sowjetunion (1943)
- Held der sozialistischen Arbeit (1948)[4]
- Orden des Roten Banners der Arbeit (1948)
- Leninorden (1948, 1960, 1967)[3]
- Stalinpreis III. Klasse (1949)[2]
- Bergmannsruhm-Ehrenzeichen II. und I. Klasse